# Rachel (chanteuse)
Pour les articles homonymes, voir Rachel (homonymie).
Rachel, née le 11 août 1942 à Cavaillon, est une chanteuse française qui a représenté la France au Concours Eurovision de la chanson 1964.

## Carrière
Originaire de Cavaillon dans le Vaucluse, Rachel remporte en 1961 un concours de chant organisé par Mireille qui l'invite dans son Petit Conservatoire.
Engagée chez Barclay, elle sort son premier 45 tours Les Amants Blessés en 1963.
En 1964, après avoir gagné la sélection interne pour le Concours Eurovision, devançant plus d'une quarantaine d'artistes dont Hugues Aufray et Marjorie Noël, elle représente la France au neuvième Concours Eurovision de la chanson, à Copenhague avec Le Chant de Mallory écrit par Pierre Cour et composé par André Popp. Le duo avait écrit et composé la chanson Tom Pillibi pour Jacqueline Boyer (gagnante de l'Eurovision 1960 pour la France). Rachel s'est classée 4e sur 16 avec 14 points.
La chanson Le Chant de Mallory sera le plus grand succès de Rachel.
En 1967, elle représente la France à la Coupe d'Europe du tour de chant de Knokke-Heist.

## Vie privée
Mariée, elle a deux fils nés en 1969 et 1970.

## Discographie

### 45 tours
- Les Amants Blessés (1963)
- Le Chant de Mallory (1964), Photo de la pochette : Daniel Prat
- Le Doux Paysage (1964), signé Mireille/Dimey
- Un Pays (1965)
- L'oiseau d'Italie (1966)
- La Fiesta (1967)
- Qu'ils sont heureux (1967)
- sa version de L'amour est bleu (1968), chanson interprétée au Concours Eurovision de la chanson 1967 par Vicky Leandros
- 33 tours reprise de 12 chansons /Canada (1969)
- chimbolom (1971)